# Rozenburg (Hollande-Septentrionale)
Pour les articles homonymes, voir Rozenburg.
Rozenburg est un village de la commune néerlandaise de Haarlemmermeer, dans la province de la Hollande-Septentrionale. Le 1er janvier 2008, le village comptait 90 habitants.
Le village est voisin de l'aéroport de Schiphol, qui a résulté en la destruction partielle du village, y compris de l'église paroissiale.